# Цефалексин
Цефалексин — антибіотик із групи цефалоспоринів I покоління для прийому всередину.

## Фармакологічні властивості
Цефалексин — антибіотик широкого спектра дії, що належить до групи цефалоспоринів І покоління. Як і інші β-лактамні антибіотики діє бактерицидно. Механізм дії препарату полягає у порушенні синтезу клітинної стінки бактерій. До цефалексну чутливими є стрептококи; стафілококи, включно з тими, що продукують пеніциліназу; Corynebacterium diphtheriae; нейсерії; Escherichia coli;сальмонелли; Shigella spp.; клебсієли; Haemophilus inluenzae; Moraxella catarrhalis; лістерії; бліда трепонема; Actinomyces spp. Препарат неактивний щодо Enterobacter spp., Enterococcus spp., індол-позитивних штамів Proteus, Pseudomonas aeruginosa, Acinetobacter spp., туберкульозної палички, анаеробних бактерій, рикетсій, хламідій. Цефалексин був розроблений у 1967 році та був допущений до клінічного застосування у 1969–1970 роках компаніями «GlaxoSmithKline» та «Eli Lilly» Цефалексин включений ВОЗ до списку життєво необхідних лікарських засобів.

### Фармакокінетика
Цефалексин після перорального прийому цефалексин швидко всмоктується. Біодоступність препарату становить 95%. Максимальна концентрація в крові досягається протягом 1—2 годин. Цефалексин рівномірно розподіляється в тканинах організму, високі концентрації спостерігаються у печінці, нирках, дихальних шляхах, серці, жовчі, кістках та суглобах. Цефалексин погано зв'язується із білками плазми крові. Препарат не проникає через гематоенцефалічний бар'єр. Цефалексин проникає через плацентарний бар'єр та виділяється в грудне молоко. Препарат практично не метаболізується, 90% прийнятої дози виводиться нирками в незміненому вигляді. Період напіввиведення цефалексину становить 1 годину, при порушенні функції нирок цей час може збільшуватися.

## Показання до застосування
Цефалексин застосовується при інфекціях верхніх і нижніх дихальних шляхів, що викликані чутливими до препарату збудниками (фарингіт, тонзиліт, отит, синусит, ангіна, пневмонія, абсцес легень, емпієма плеври), інфекціях сечостатевої системи (пієлонефрит, цистит, уретрит, простатит, ендометрит, вульвовагініт, гонорея), інфекціях шкіри і м'яких тканин (абсцеси, флегмони, фурункульоз, піодермія, лімфаденіт, лімфангіт), інфекціях кісток і суглобів (у тому числі остеомієліті).

## Побічна дія
При застосуванні цефалексину можуть спостерігатись наступні побічні ефекти:
- Алергічні реакції та реакції з боку шкірних покривів — нечасто (1/100—1/10) висипання на шкірі, свербіж шкіри (у тому числі анальної ділянки та статевих органів), кропив'янка, медикаментозна гарячка, поодинокі випадки (1/10000—1/1000) — синдром Стівенса-Джонсона, синдром Лаєлла, анафілактичний шок, бронхоспазм.
- З боку травної системи — часто (1/100—1/10) діарея, нудота, блювання, закрепи, кандидоз порожнини рота, рідко (1/1000—1/100) псевдомембранозний коліт, дуже рідко (1/10000—1/1000) транзиторний токсичний гепатит та холестатична жовтяниця.
- З боку нервової системи — зрідка (1/1000—1/100) головний біль, запаморочення, судоми (частіше на фоні некоригованого дозування при нирковій недостатності), спутаність свідомості, галюцинації.
- З боку сечостатевої системи — у поодиноких випадках порушення функції нирок, нефропатія, некроз сосочків нирки, ниркова недостатність, гострий тубулярний некроз; рідко — вагінальний кандидоз.
- З боку опорно-рухового апарату — у поодиноких випадках артралгія, артрит.
- Зміни в лабораторних аналізах — рідко еозинофілія, лейкопенія, нейтропенія, тромбоцитопенія або тромбоцитоз, анемія, гемолітична анемія, подовження протромбінового часу; у поодиноких випадках спостерігалось підвищення рівня активності у крові трансаміназ, лактатдегідрогенази і лужної фосфатази, підвищення рівня сечовини та креатиніну в крові, підвищення рівня білірубіну в крові, поява псевдопозитивної реакції Кумбса, агранулоцитоз.

## Протипокази
Цефалексин протипоказаний при підвищеній індивідуальній чутливості до препарату або інших цефалоспоринів і препаратів пеніцилінового ряду. З обережністю застосовують при вагітності та під час годування грудьми.

## Форми випуску
Цефалексин випускається у вигляді таблеток і желатинових капсул по 0,25 і 0,5 г; таблеток по 1,0 г; таблеток, що диспергуються по 0,125 г та 0,25 г; 2,5% і 5% суспензії для перорального прийому у флаконах по 60 мл та 5% — по 100 мл; гранул для приготування 2,5%; 5% и 10% суспензії у флаконах по 60 мл.

## Ветеринарне застосування
Цефалексин застосовується у ветеринарії для лікування свиней, собак, котів, великої рогатої худоби при інфекціях, чутливих до антибіотика. Для ветеринарного застосування препарат випускається у ін'єкційній формі та застосовується підшкірно та внутрішньом'язево.